# Malacoctenus zonogaster
Malacoctenus zonogaster är en fiskart som beskrevs av Heller och Snodgrass, 1903. Malacoctenus zonogaster ingår i släktet Malacoctenus och familjen Labrisomidae. IUCN kategoriserar arten globalt som sårbar. Inga underarter finns listade i Catalogue of Life.